# PSD Bank Dome
La PSD Bank Dome, chiamata anche ISS Dome è un impianto sportivo multifunzione situato a Düsseldorf in Germania
Inaugurata nel 2 settembre 2006 e costata circa 70 milioni di euro, l'arena ha una capacità di circa 14-15 mila persone a seconda della manifestazione che ospita.
Viene utilizzato principalmente per ospitare le partite casalinghe della squadra di hockey sul ghiaccio Düsseldorfer EG per i concerti o eventi musicali (nel 2022 ha ospitato MTV Europe Music Awards).